# 바랄리
바랄리(Barrali)는 이탈리아 사르데냐 주 수드사르데냐도에 있는 코무네로, 칼리아리 북쪽으로 약 30 킬로미터 (19 mi) 떨어진 트레젠타에 위치한다.
바랄리는 다음의 지방 자치체와 접한다: 도노리, 오르타체수스, 피멘텔, 사마차이, 산탄드레아프리우스.